# Giraldilla 2005
Die Giraldilla 2005 (auch Cuba International 2005 genannt) im Badminton fanden vom 9. bis zum 12. Juni 2005 in Havanna statt.

## Sieger und Platzierte
| Disziplin    | Gold                                 | Silber                            | Bronze                             |
| ------------ | ------------------------------------ | --------------------------------- | ---------------------------------- |
| Herreneinzel | Toby Honey                           | Yunier Alvarez                    | Ilian Perez                        |
| Herreneinzel | Toby Honey                           | Yunier Alvarez                    | Lazaro Yonier Jerez                |
| Dameneinzel  | Agnese Allegrini                     | Yoana Martínez                    | Charmaine Reid                     |
| Dameneinzel  | Agnese Allegrini                     | Yoana Martínez                    | Solángel Guzmán                    |
| Herrendoppel | José Antonio Crespo Nicolás Escartín | Klaus Raffeiner Alexander Theiner | Kevin Cordón Rodolfo Ramírez       |
| Herrendoppel | José Antonio Crespo Nicolás Escartín | Klaus Raffeiner Alexander Theiner | Yunier Alvarez Alexander Hernández |
| Damendoppel  | Helen Nichol Charmaine Reid          | Anabel Chafer Munoz Lucía Tavera  | Verena Leiter Monica Memoli        |
| Damendoppel  | Helen Nichol Charmaine Reid          | Anabel Chafer Munoz Lucía Tavera  | Agnese Allegrini Federica Panini   |
| Mixed        | José Antonio Crespo Yoana Martínez   | Philippe Bourret Helen Nichol     | Giovanni Traina Federica Panini    |
| Mixed        | José Antonio Crespo Yoana Martínez   | Philippe Bourret Helen Nichol     | Yunier Alvarez Leydi Edith Mora    |